# Anomaloglossus shrevei
Anomaloglossus shrevei (Rivero, 1961) è un anfibio anuro, appartenente alla famiglia degli Aromobatidi.

## Etimologia
L'epiteto specifico è stato dato in onore di Benjamin Shreve.

## Distribuzione e habitat
La specie è endemica del cerro Marahuaca e del Cerro Duida nello stato di Amazonas, Venezuela. Si trova tra 350 e 1830 m di altitudine.